# 日本㹴

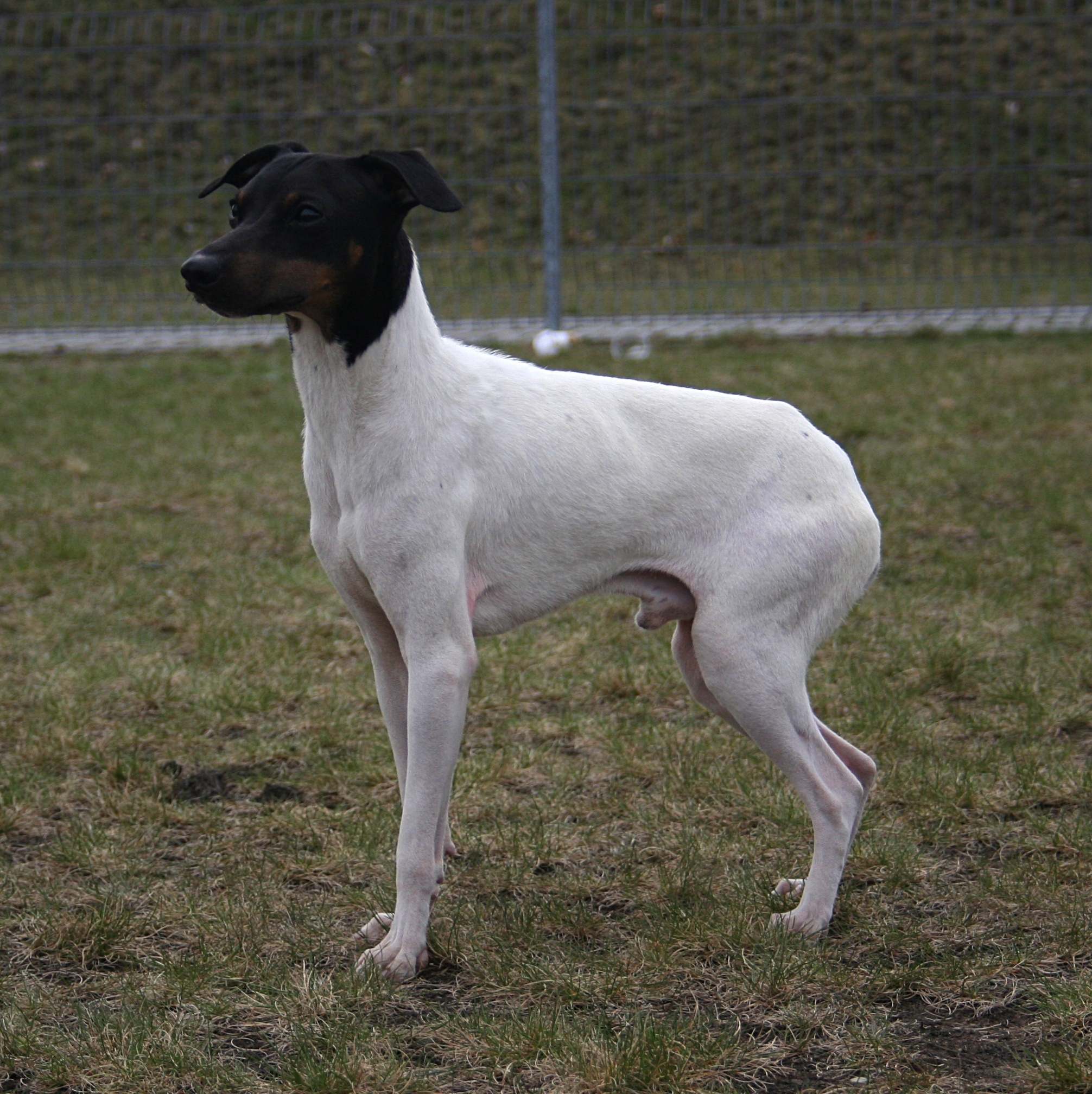

日本㹴（日语：日本テリア），是日本的小型㹴犬，相信是獵狐㹴、指示犬和日本土狗混雜而成的犬種。
2020年10月13日，日本梗於美國犬業俱樂部獲初步登記，這是該俱樂部為已引入美國但尚未獲得正式認可的新純種犬品種提供的登記服務。